# چدومیر یانفسکی
چدومیر یانفسکی (مقدونی: Чедомир "Чеде" Јаневски؛ زادهٔ ۳ ژوئیهٔ ۱۹۶۱) بازیکن سابق و مربی فوتبال اهل مقدونیه شمالی است.
از باشگاه‌هایی که در آن بازی کرده‌است می‌توان به باشگاه فوتبال کلوب بروژ، باشگاه فوتبال واردار، باشگاه فوتبال رویال شارلوا، باشگاه ورزشی استانبول‌اسپور، و باشگاه فوتبال لوکرن اوست والاندرن اشاره کرد.
وی همچنین در تیم‌های ملی فوتبال یوگسلاوی و مقدونیه شمالی بازی کرده‌است.